# Hodge (Luisiana)
Hodge es una villa ubicada en la parroquia de Jackson en el estado estadounidense de Luisiana. En el Censo de 2010 tenía una población de 470 habitantes y una densidad poblacional de 132,46 personas por km².

## Geografía
Hodge se encuentra ubicada en las coordenadas 32°16′12″N 92°43′47″O / 32.27000, -92.72972. Según la Oficina del Censo de los Estados Unidos, Hodge tiene una superficie total de 3.55 km², de la cual 2.5 km² corresponden a tierra firme y (29.49%) 1.05 km² es agua.

## Demografía
Según el censo de 2010, había 470 personas residiendo en Hodge. La densidad de población era de 132,46 hab./km². De los 470 habitantes, Hodge estaba compuesto por el 64.89% blancos, el 31.49% eran afroamericanos, el 0.21% eran amerindios, el 0.43% eran asiáticos, el 0% eran isleños del Pacífico, el 1.7% eran de otras razas y el 1.28% pertenecían a dos o más razas. Del total de la población el 2.77% eran hispanos o latinos de cualquier raza.